# Roger de Clifford (5e baron de Clifford)
Pour les articles homonymes, voir Clifford et Roger de Clifford.
Roger de Clifford (10 juillet 1333 – 13 juillet 1389), 5e baron de Clifford et 5e seigneur de Skipton, est un membre de la famille Clifford. Il hérite des terres des Clifford à la mort de son frère Robert en 1350. Ses parents sont Robert de Clifford et Isabelle de Berkeley, la fille de Maurice de Berkeley.

## Biographie

### Carrière militaire
Roger est adoubé à l'âge de douze ans le 17 juillet 1345 (le jour même de l'assassinat de Jacob van Artevelde).
En 1350, il participe à la bataille de L'Espagnols sur Mer et accompagne en 1355 son beau-père Thomas de Beauchamp en Gascogne. Il guerroie en Gascogne en 1359, en 1360 et lors de la chevauchée du duc de Lancastre en 1373.
Il entre au service de plusieurs nobles notamment chez Richard le Fleming en 1369-1370. Il reçoit les services de Roger de Mowbray puis entre au service d'Edmond Mortimer, 3e comte de March, le 25 septembre 1379.
Le 15 mars 1361, il est convoqué par Lionel d'Anvers lors de son expédition militaire en Irlande. Il reçoit une seconde convocation le 28 juillet 1368.
Il passe cependant le plus souvent son temps à défendre la frontière du Nord contre les incursions écossaises. En juillet 1370 il est nommé gardien des Marches de l'Ouest mais il semble avoir été actif à la frontière dès 1356. Il rejette une trêve avec l'Écosse le 24 août 1369, et est à cinq reprises gardien des marches entre 1380 et 1385.
En août 1385 il accompagne le roi Richard II lors d'une expédition militaire en Écosse avec soixante fantassins et quarante archers. Il intervient une dernière fois le long des Marches en octobre 1388 afin de renforcer les postes de défense à la suite de la déroute anglaise d'Otterburn. En mai 1388, il accompagne le comte d'Arundel lors d'une expédition militaire en Bretagne.

### Titres et fonctions
Roger entre pleinement dans ses fonctions le 10 juillet 1354, lorsqu'il atteint sa majorité. Il est de manière héréditaire haut shérif du Westmorland de 1350 à sa mort. En 1377, il est nommé haut shérif du Cumberland et gouverneur de Carlisle, dont il avait trouvé les défenses assez fragiles lors d'une inspection l'année précédente. Il est confirmé dans ses titres à l'avènement de Richard II.

### AuParlement
Clifford est convoqué à tous les Parlements du 15 décembre 1356 au 28 juillet 1388. En août 1374, il est nommé arbitre afin de régler le conflit entre Henry Percy et William Douglas quant à la possession de la forêt de Jedworth. Au Parlement de novembre 1381, il est membre d'un comité afin de discuter avec la Chambre des communes. Le 12 octobre 1386, il témoigne dans le conflit Scrope v Grosvenor.

## Mariage et descendance
Il épouse avant 1355 Maud de Beauchamp, fille de Thomas de Beauchamp. Ils ont cinq enfants :
- Thomas (mort en 1391)
- William, gouverneur de Berwick (mort en 1419)
- Margaret, épouse John Melton
- Katherine, épouse Ralph de Greystocke
- Philippa, épouse William Ferrers[12]

## Mort et succession
Roger meurt en 1389. Son fils aîné Thomas hérite de ses titres.